# Kibatalia borneensis
Kibatalia borneensis là một loài thực vật có hoa trong họ La bố ma. Loài này được (Stapf) Merr. mô tả khoa học đầu tiên năm 1920.